# Свято-Димитрівська церква (Вільховиця)
Свято-Димитрівська церква — дерев'яна церква в селі Вільховиця, Мукачівський район, Закарпатська область. Є однією з визначних пам'яток дерев'яної архітектури краю. Зведена без жодного цвяха, вона презентує бойківський тип споруд.  Пам'ятка архітектури національного значення (№ 184). 

## Архітектура
Церкву збудовано з дубових колод у XVII сторіччі в сусідньому селі Бистриця, а коли там постала на початку ХХ сторіччя мурована церква, дерев'яну перенесли 1910 року до Вільховиці. Як це часто бувало при перенесеннях, церква зазнала перебудови: спрощено форму башти і завершення, змінено перекриття над навою та вівтарем, зрізано кронштейни піддашшя на західному фасаді бабинця, розширено отвори вікон. Та споруда зберегла найголовніше — архаїчний вигляд видовженої нави з п'ятигранним вівтарним зрубом. 
Особливої уваги заслуговує одвірок, збудований з широких тесаних плах у стародавньому стилі. Верхню частину одвірка вирізано фігурною аркою. Весь одвірок вишукано декоровано прадавніми символами сонця — та «соняшниками». По внутрішньому краю насічено скупий орнамент. В інтер'єрі цікавим є фігурний прохід з бабинця до нави. Колись церкву прикрашав старий іконостас з образами місцевих іконописців XVII сторіччя, але його демонтували.
Церква й досі діюча. В ній справляють богослужіння, весілля, обряди поховання.
В радянські часи церква охоронялась як пам'ятка архітектури Української РСР (№ 198). В 2018 році церква визнана об’єктом культурної спадщини національного значення, який внесено до Державного реєстру нерухомих пам’яток України (№ 070036).

## Див також
- Церква святого Івана Предтечі (Сухий);
- Церква Святого Миколая (Свалява);
- Церква Вознесіння Господнього (Ялове);
- Церква Введення Пресвятої Богородиці (Розтока);
- Церква Різдва Пресвятої Богородиці (Пилипець).